# Stilcasa Volley Taviano
La Stilcasa Volley Taviano è stata una società pallavolistica maschile italiana, con sede a Taviano.

## Storia
La società nasce a Taviano nel 1986, col nome A.S. magazzini sole del sud Volley Taviano e parte dalla Prima Divisione. Nella stagione 1988-1989 viene promossa in Serie D, nel 1990-1991 approda in Serie C2 e nel 1992-1993 in Serie C1, quindi in Serie B2 nel 1994-1995 e al termine della stagione 1995-1996 sale in Serie B1, dove resta per sette anni. Alla stagione 2002-2003 risale l'ultimo salto: la promozione in Serie A2, in cui milita per quattro anni. Durante le varie stagioni, la squadra cambia denominazione in Stilcasa Volley Taviano.
Nel 2005-2006 la squadra tavianese si aggiudica la Coppa Italia di Serie A2 battendo in finale il Pineto Volley al PalaEuroItalia di Casarano.
Dopo 22 anni di attività, di cui 6 in A2, nel giugno del 2008 la società non presenta la richiesta d'iscrizione al campionato e quindi perde il patrimonio della Serie A, cessando al contempo le proprie attività.

## Rosa
Stagione 2007-2008

### Giocatori
| Numero | Nazione    | Giocatore                 | Ruolo         | Altezza |
| ------ | ---------- | ------------------------- | ------------- | ------- |
| 2      | Italia     | Nicola Romani             | Schiacciatore | 190 cm  |
| 3      | Italia     | Giovanni Stomeo           | Palleggiatore | 187 cm  |
| 5      | Italia     | Michele De Giorgi         | Palleggiatore | 182 cm  |
| 6      | Estonia    | Eerik Jago                | Schiacciatore | 196 cm  |
| 7      | Brasile    | Paulo Veloso Pinto        | Schiacciatore | 198 cm  |
| 8      | Slovacchia | Gabriel Chochoľák         | Schiacciatore | 203 cm  |
| 9      | Italia     | Alessandro La Forgia      | Centrale      | 199 cm  |
| 10     | Brasile    | Mauricio Zanette Mugnaini | Schiacciatore | 195 cm  |
| 11     | Italia     | Daniele De Pandis         | Libero        | 184 cm  |
| 12     | Italia     | Aldo Carafa               | Schiacciatore | 186 cm  |
| 13     | Italia     | Marco Rizzo               | Schiacciatore | 185 cm  |
| 14     | Italia     | Alessandro Giosa          | Centrale      | 198 cm  |
| 16     | Italia     | Daniele Moretti           | Centrale      | 197 cm  |

### Staff tecnico
- 1º allenatore  Italia Massimo Dagioni
- 2º allenatore  Italia Fabrizio Licchelli

## Palmarès
- Coppa Italia di Serie A2: 1

2005-06